# Masdevallia mejiana
Masdevallia mejiana är en orkidéart som beskrevs av Leslie Andrew Garay. Masdevallia mejiana ingår i släktet Masdevallia och familjen orkidéer. Inga underarter finns listade i Catalogue of Life.

## Bildgalleri

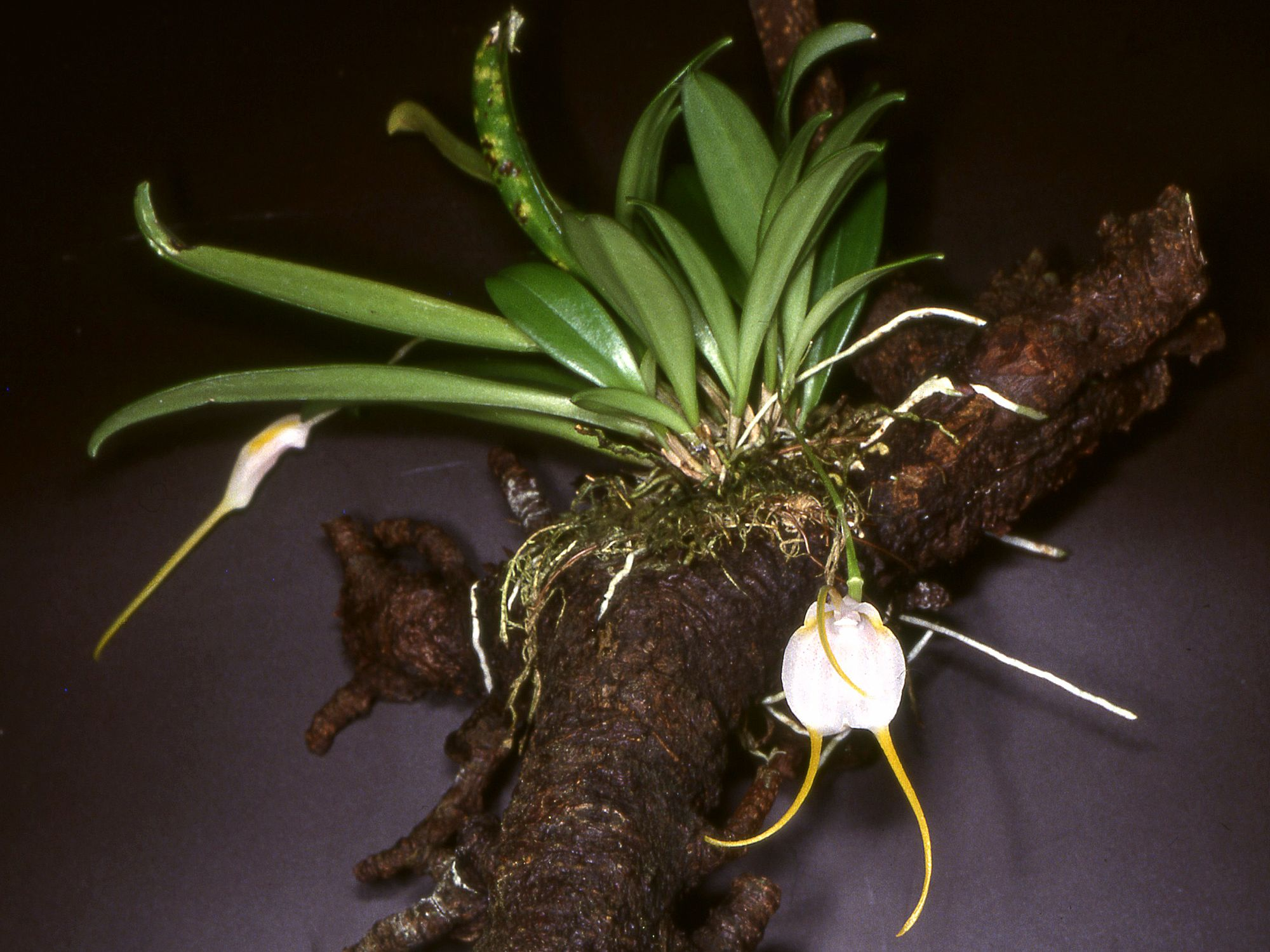
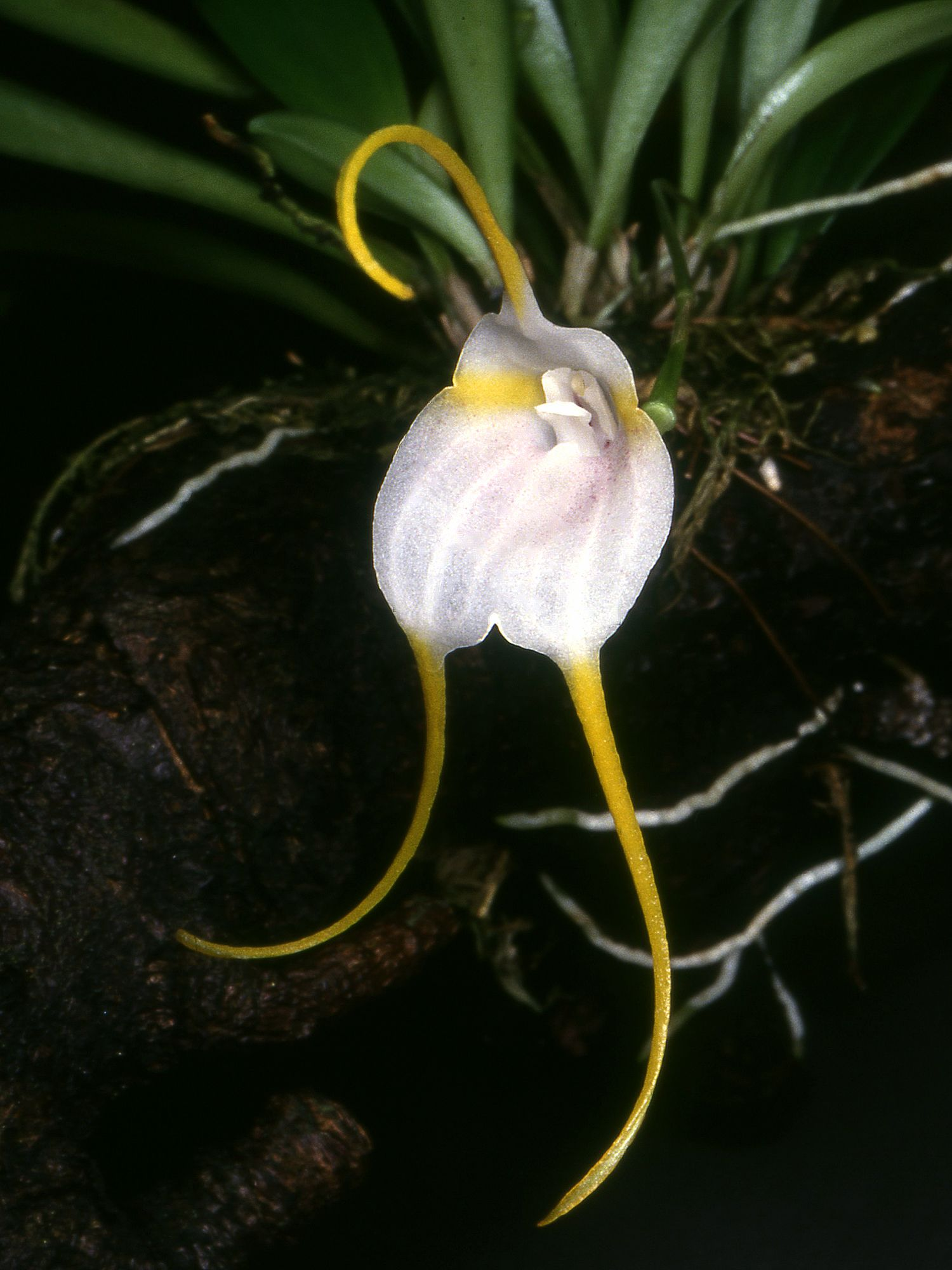